# Поповкино (Курская область)
Попо́вкино — село в Дмитриевском районе Курской области России. Административный центр Поповкинского сельсовета.

## География
Село находится в северо-западной части Курской области, в лесостепной зоне, в пределах Среднерусской возвышенности, на берегах реки Харасея, на расстоянии приблизительно 15 км (по прямой) к западу от города Дмитриев, административного центра района. Абсолютная высота — 189 м над уровнем моря.
Климат
Климат характеризуется как умеренно континентальный. Среднегодовая температура — 5,1 °C. Абсолютный минимум температуры воздуха самого холодного месяца (января) составляет −37 °C; абсолютный максимум самого тёплого месяца (июля) — 40 °C. Безморозный период длится около 144 дней в году. Среднегодовое количество атмосферных осадков составляет 572 мм. Снежный покров держится в среднем 106—121 дней в году.
Часовой пояс
Село Поповкино, как и вся Курская область, находится в часовой зоне МСК (московское время). Смещение применяемого времени относительно UTC составляет +3:00.

## Население
| 2002 | 2010 |
| ---- | ---- |
| 305  | ↘226 |

Половой состав
По данным Всероссийской переписи населения 2010 года, в половой структуре населения мужчины составляли 43,4 %, женщины — соответственно 56,6 %.
Национальный состав
Согласно результатам переписи 2002 года, в национальной структуре населения русские составляли 92 % из 305 чел.